# Limba pomeraniană
Limba pomeraniană (pòmòrsczi jãzëk) este un grup al dialectelor lehitice, care a fost vorbit în timpul Evului Mediu la teritoriul Pomeraniei între fluvii Vistula și Odra. Rude mai apropiate ale ei sunt dialecte polabe și poloneze.

## Limbile legate
Pomeraniana face parte în subgrupul limbilor slave de vest cunoscut sub denumirea „limbile lehitice”. Limbile cașubiană (vorbita în voievodatul Pomerania,  Polonia) și slovinciană (dispărută la început al secolului XX) sunt de fapt dialectele ei. Limbile poloneză și polabă de asemenea are multe trăsăture comune. Rude mai îndepărtate sunt alte limbi slavice de vest: limba slovacă, limba cehă, limba sorabă de jos și limba sorabă de sus. De asemenea, alte limbi slave au legături cu limba poloneză și sunt inteligibile într-o oarecare măsură.